# Brigantiaea lobulata
Brigantiaea lobulata är en lavart som beskrevs av F. J. Walker & Hafellner. Brigantiaea lobulata ingår i släktet Brigantiaea och familjen Brigantiaeaceae.   Inga underarter finns listade i Catalogue of Life.